# Félix-Joseph Barrias
Félix-Joseph Barrias (Parigi, 13 settembre 1822 – Parigi, 24 gennaio 1907) è stato un pittore e illustratore francese.

## Biografia
Félix-Joseph Barrias era figlio di un artista, pittore su porcellana, nonché fratello dello scultore Louis-Ernest Barrias. Studiò all'École des beaux-arts di Parigi dove fu allievo di Léon Cogniet. Presentò diversi ritratti al "Salon" del 1840, ma la critica lo ignorò. Pensò allora di orientarsi verso la pittura storica e i soggetti religiosi.
Nel 1844 finalmente si affermò e vinse il Prix de Rome con il suo quadro: Cincinnato riceve gli ambasciatori in Senato. Fu quindi un "pensionato" di Villa Medici e soggiornò a Roma dal 1845 al 1849. Tornato in patria iniziò la carriera di pittore storico tradizionale.
In occasione del Salon del 1845 vinse una medaglia di terza classe per il quadro Saffo e nel 1861 una di prima classe per Gli esiliati di Tiberio. All'Expo del 1855 espose il Giubileo del 1300, che gli valse una medaglia di 2ª classe, ma all'Expo del 1889 vinse la medaglia d'oro. Nel 1897 venne insignito della Légion d'honneur col grado di Ufficiale.
Vale anche citare i suoi dipinti per il salone ovest del foyer dell'Opéra de Paris. Nelle lunette laterali sono rappresentate "La Musique champêtre" e "La Musique amoureuse", e, nella lunetta centrale come anche sulla volta, "La Musique dramatique" e "La Glorification de l’Harmonie". Questi dipinti furono realizzati fra il 1866 e il 1874. Inoltre, la chiesa della Trinità di Parigi custodisce una sua tela di grandi dimensioni: "La Foule prie devant Sainte Geneviève" dipinta nel 1877.
Ma l'attività creativa di Barrias che più gli dette fama fu quella di illustratore. Ormai quasi dimenticato da tutti, Félix Barrias morì a Parigi nel 1907, all'età di 85 anni.

## Opere pittoriche
(nelle collezioni pubbliche)

### Quadri
- Antoine offre le bandeau royal à César, 1841, École des beaux-arts di Parigi[2]
- L'Onction de David par Samuel, 1842, Petit Palais, Parigi
- Figure peinte, 1843, École des beaux-arts, Paris[3]
- Cincinnatus recevant les députés du Sénat, 1844, École des beaux-arts, Parigi[4]
- Un Gaulois et sa fille emprisonnés à Rome, 1847, Museo Rolin, Autun[5]
- Les Exilés de Tibère, 1850, Museo d'Orsay, Parigi
- La Tentation du Christ, 1860,[6]
- La Mort de Chopin, 1885, Museo nazionale di Cracovia[7]
- Femme recevant l'euchariste, acquarello, Walters Art Museum, Baltimora

### Decorazioni nelle chiese
- L'annonciation, La visitation, La glorification de Marie, Le calvaire, L'assomption. Queste pitture ornano la cappella della Vergine della Chiesa di Notre-Dame de Clignancourt a Parigi. Esse rappresentano cinque scene della vita di Maria[8]
- Sainte Geneviève distribuant des vivres, Chiesa della Santa Trinità di Parigi.[9]
- La Foule priant devant le tombeau de Sainte Geneviève, chiesa della Santa Trinità di Parigi

### Monumenti pubblici
- La glorification de l'harmonie, soffitto dell'Opéra de Paris[10]
- La musique amoureuse, La Musique champêtre", "La Musique dramatique", lunette del soffitto dell'Opéra de Paris[11]

## Galleria d'immagini 1

### Quadri

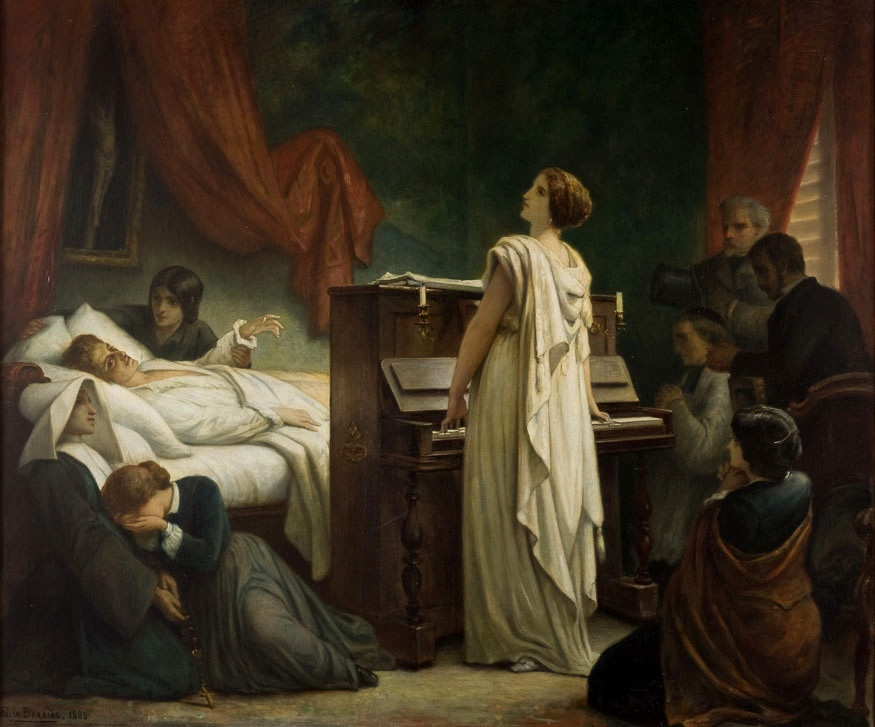
Morte di Chopin
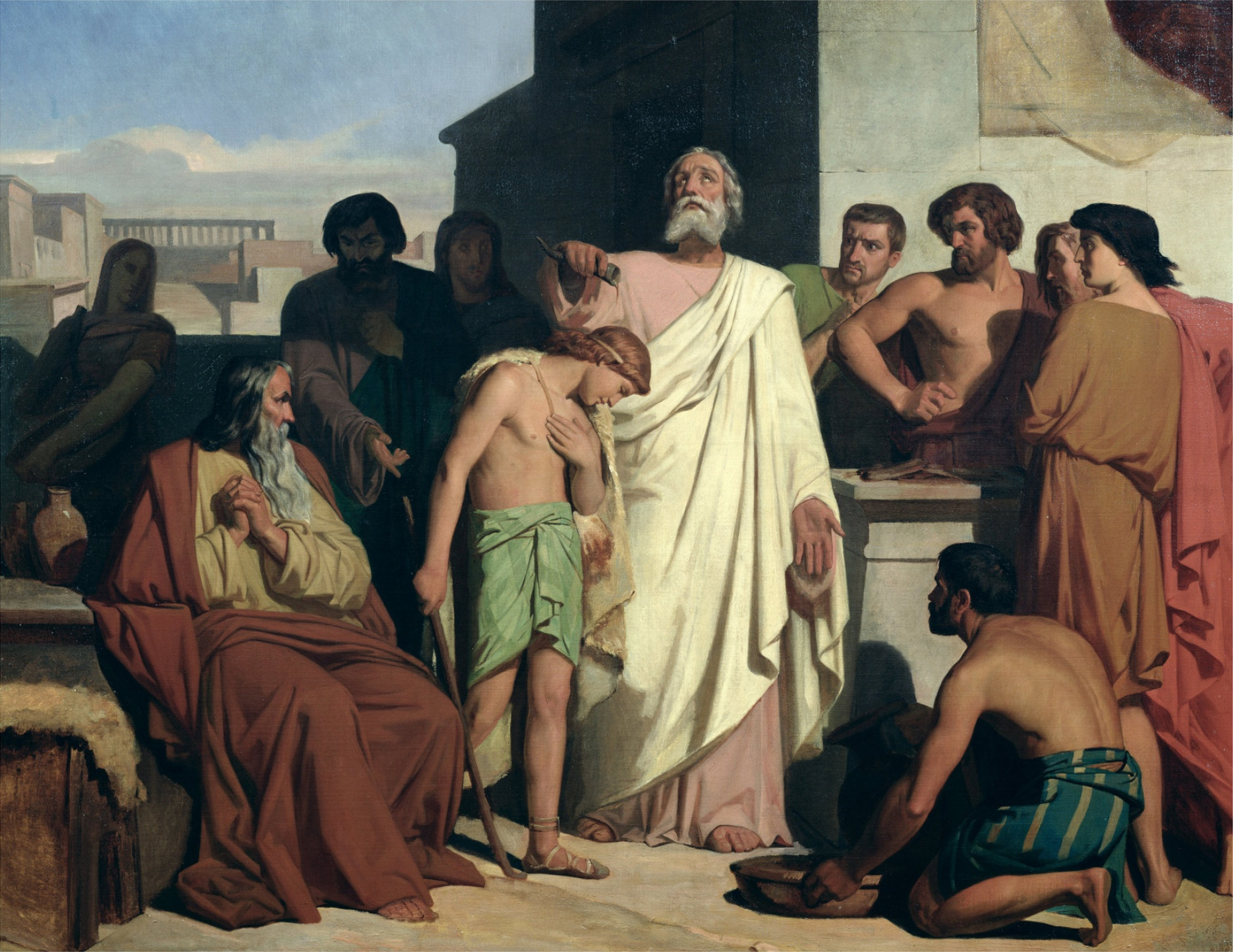
L'unzione di David da parte di Samuel, 1842
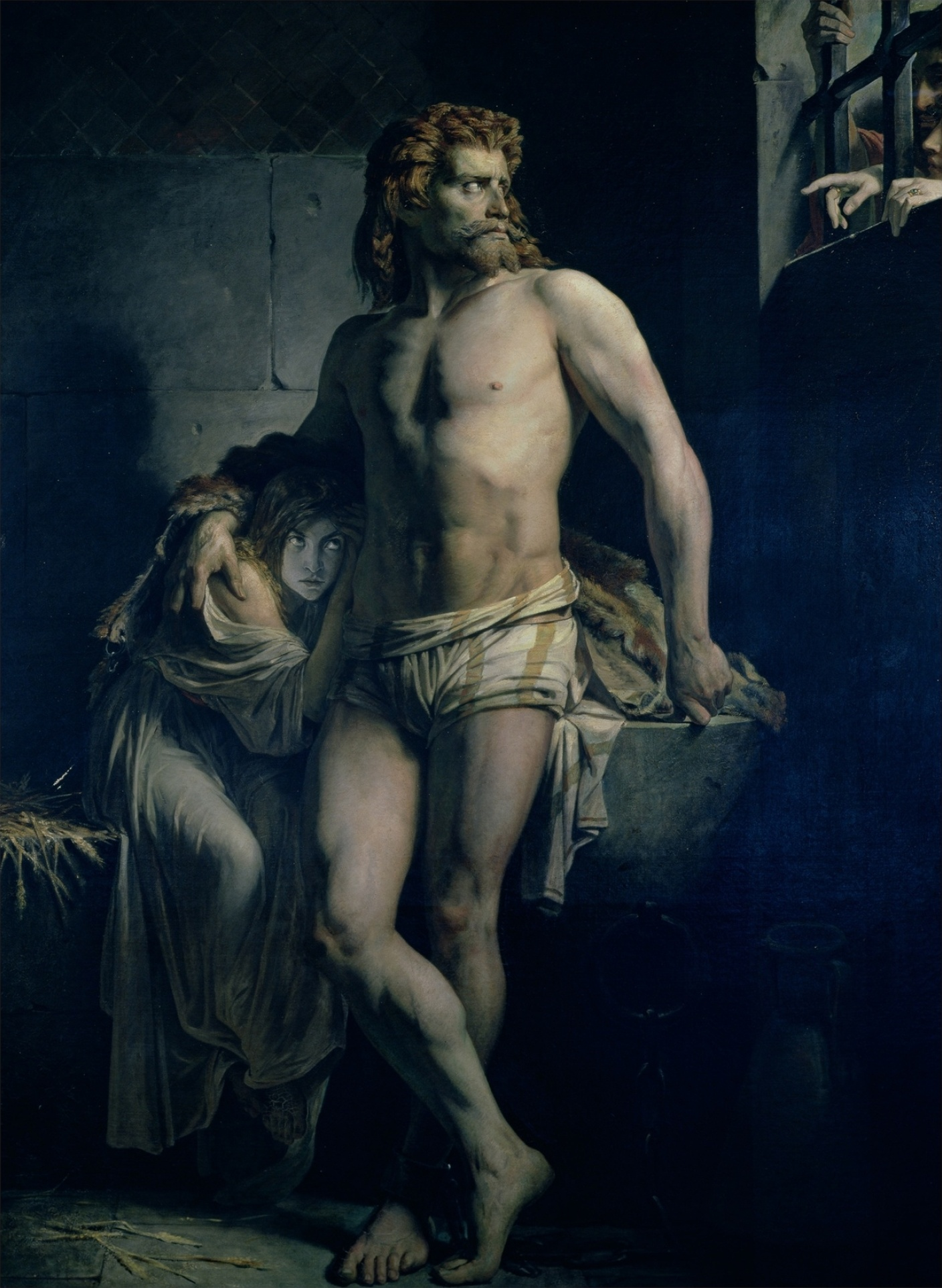
Un Gallo e sua figlia imprigionati a Roma, 1847
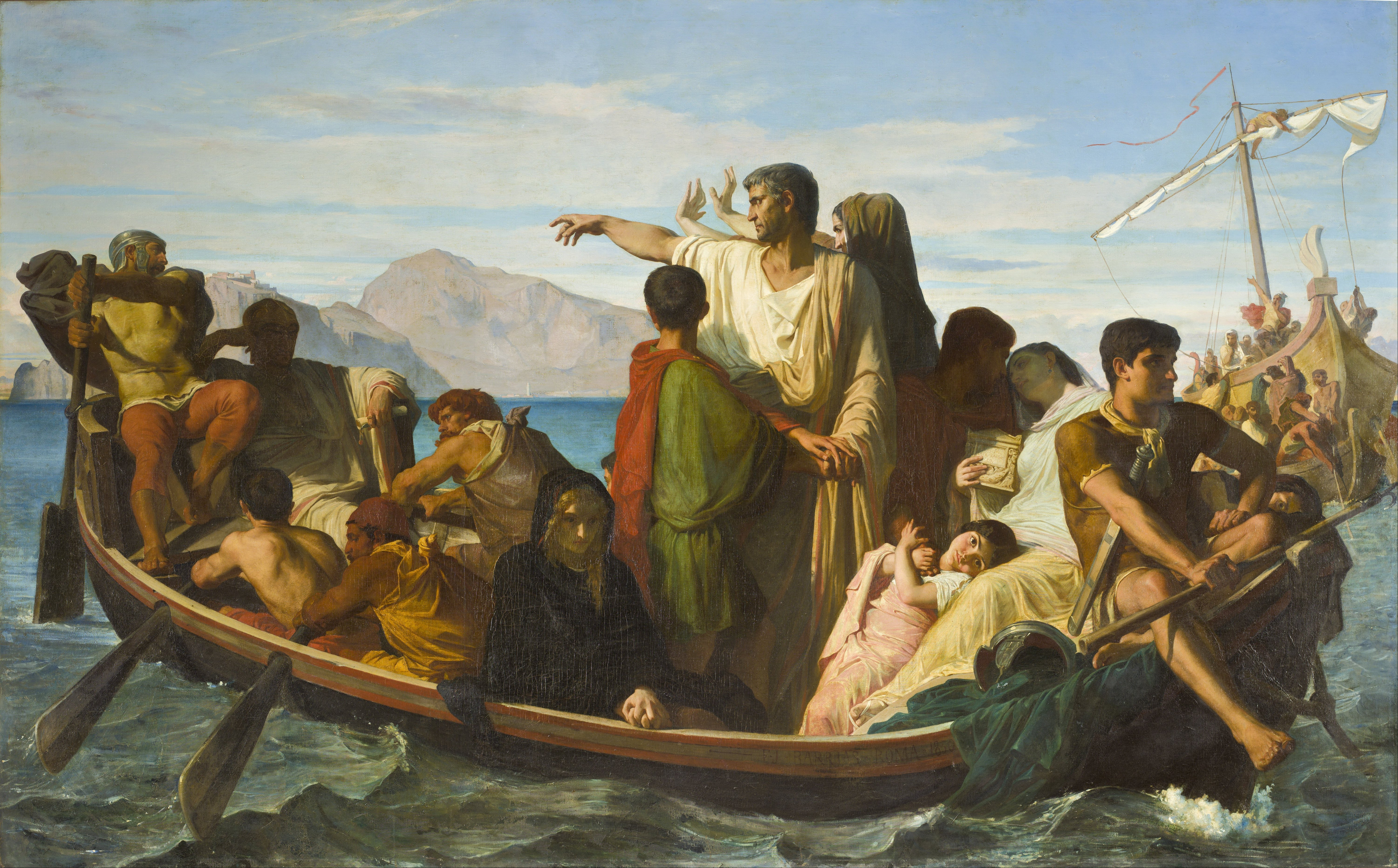
Gli esiliati di Tiberio, 1850

## Illustrazioni

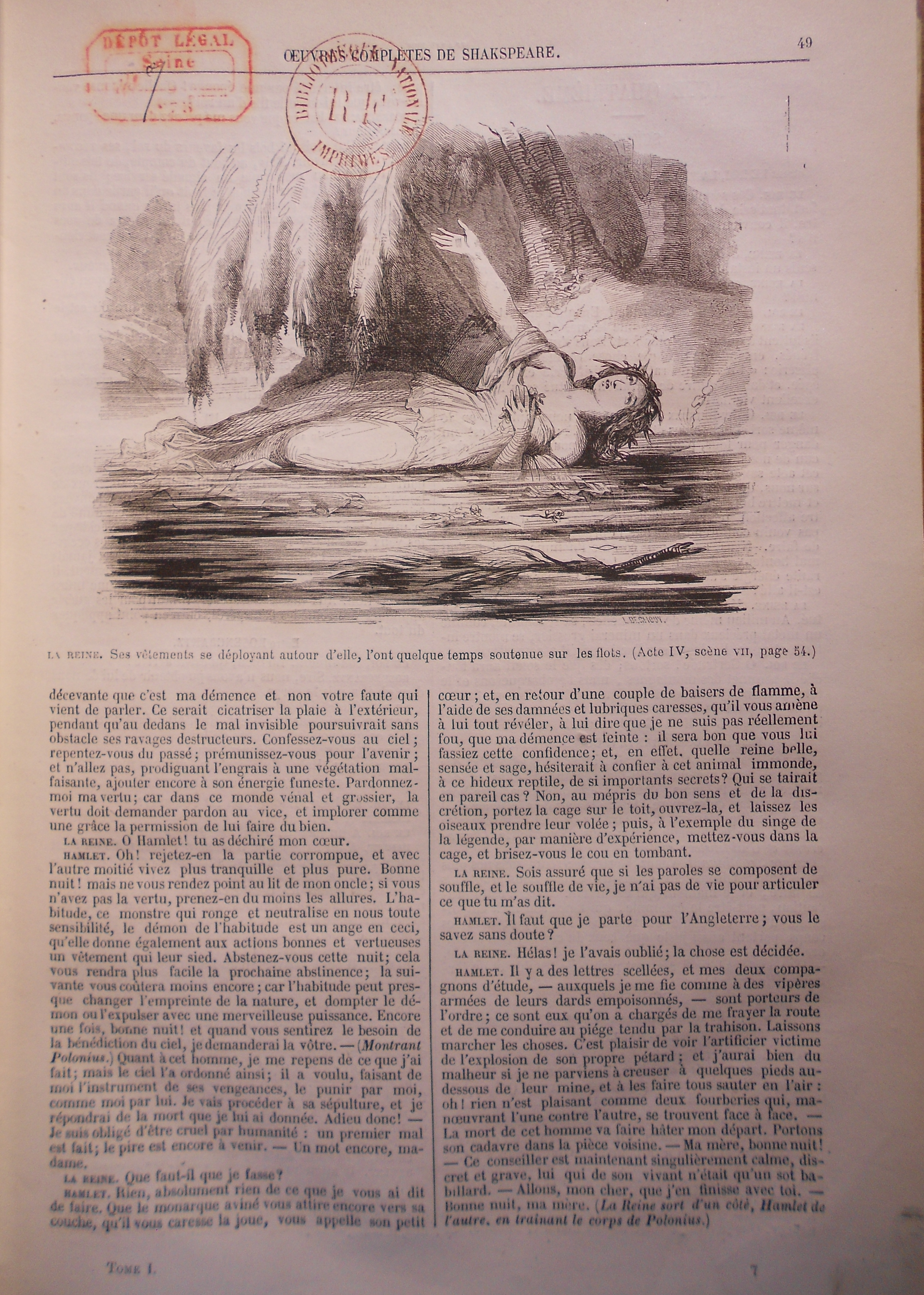
La morte di Ofelia
Illustrazione per le Opere complete di Shakespeare, Librairie de la Sorbonne, 1856.

- Opera completa di Frédéric Soulié[12], 1852-1855.

Barrias realizzò, assieme a A. Belin, un insieme di xilografie per questa edizione in 4 volumi pubblicata dalla Librairie théâtrale

Egli, in questa occasione, riprese i codici dell'immagine romantica: testo e illustrazione si dividono lo spazio del foglio e i limiti delle tavole divengono evanescenti e discontinui, come se fossero un'apparizione affiorante sulla pagina. Il disegno di Barrias spicca per delle linee nette e pulite, dal tratto semplificato: una composizione stilizzata che ricorda le incisioni di Tony Johannot.
- Opera completa di Orazio, pubblicata nel 1855[16].

Questa edizione, edita da Ambroise-Firmin Didot, è illustrata con il titolo e il frontespizio incisi e con undici fasce incise da Étienne Huyot a partire dai disegni di Barrias. 
- Opera completa di Shakespeare, 1856[17].

L'edizione, pubblicata dalla "Librairie de la Sorbonne", uscì in due volumi e venne riedita nel 1875. I disegni di Barrias vennero di nuovo xilografati da Léopold-Joseph Deghouy. L'opera è corredata da ben 218 tavole e tale numero di illustrazioni testimonia la proliferazione delle immagini nella storia del libro alla fine del 1800. Si tratta comunque della prima opera completa di Shakespeare integralmente illustrata da un artista francese.

Per realizzare queste illustrazioni Barrias studiò l'iconografia shakespiriana e s'ispirò alle opere della Boydell Shakespeare Galery. La maggior parte di questi lavori fu incisa per una grande edizione promossa dallo stesso Boydell. Fu così che le illustrazioni di Barrias furono influenzate dal modello inglese. L'incisione che rappresenta la morte di Romeo è, per esempio, ampiamente ispirata al quadro di James Northcote: A monument belonging to the Capulets del 1789. In alcuni casi di immagini particolarmente sentimentali Barrias si accostò anche alla versione pittorica di un artista francese: Louis-Charles-Auguste Couder. Allo stesso modo l'illustrazione di Re Lear deve molto all'opera di Benjamin West (King Lear in the storm), realizzata nel 1793. E così per molte altre tavole.
Barrias s’ispirò dunque anche ad artisti francesi, come per le tavole sull'Amleto, dove si ritrovano diversi elementi in comune con una serie di 13 litografie realizzate nel 1843 da Eugène Delacroix. La morte d’Ofelia, e anche la scena al cimitero con Amleto e Orazio, illustrate da Delacroix, presentano evidenti similitudini con le composizioni di Barrias. 
- Teatro di Racine[21], 1876-1877.

Barrias realizzò per quest'opera un insieme di 23 tavole più un ritratto, che vennero trasformati in acqueforti da Valentin Foulquier. Il testo fu edito da Alfred Mame e figli.

## Galleria d'immagini 2

### Illustrazioni di opere di Shakespeare

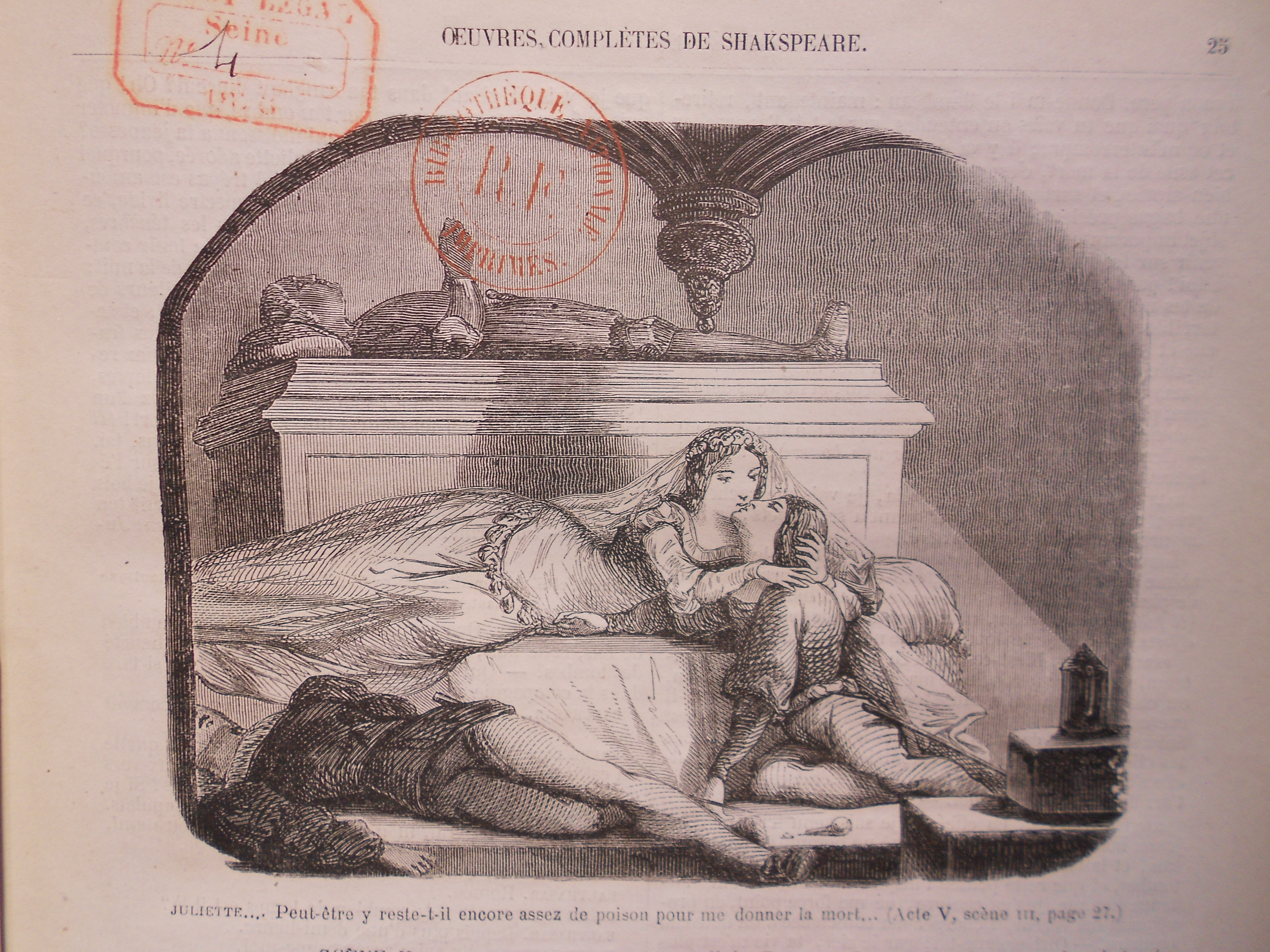
Romeo spira fra le braccia di Giulietta
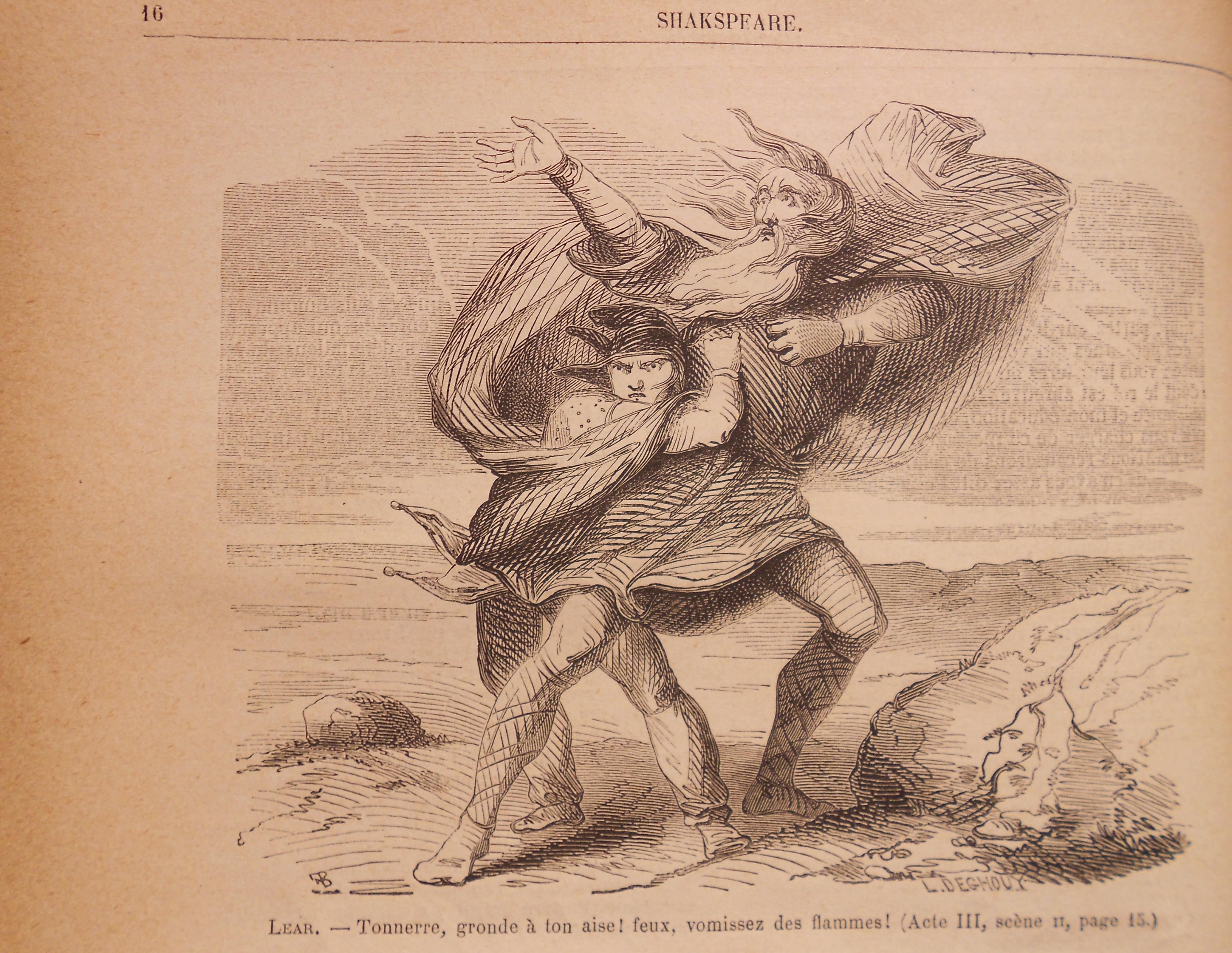
Re Lear nella tempesta
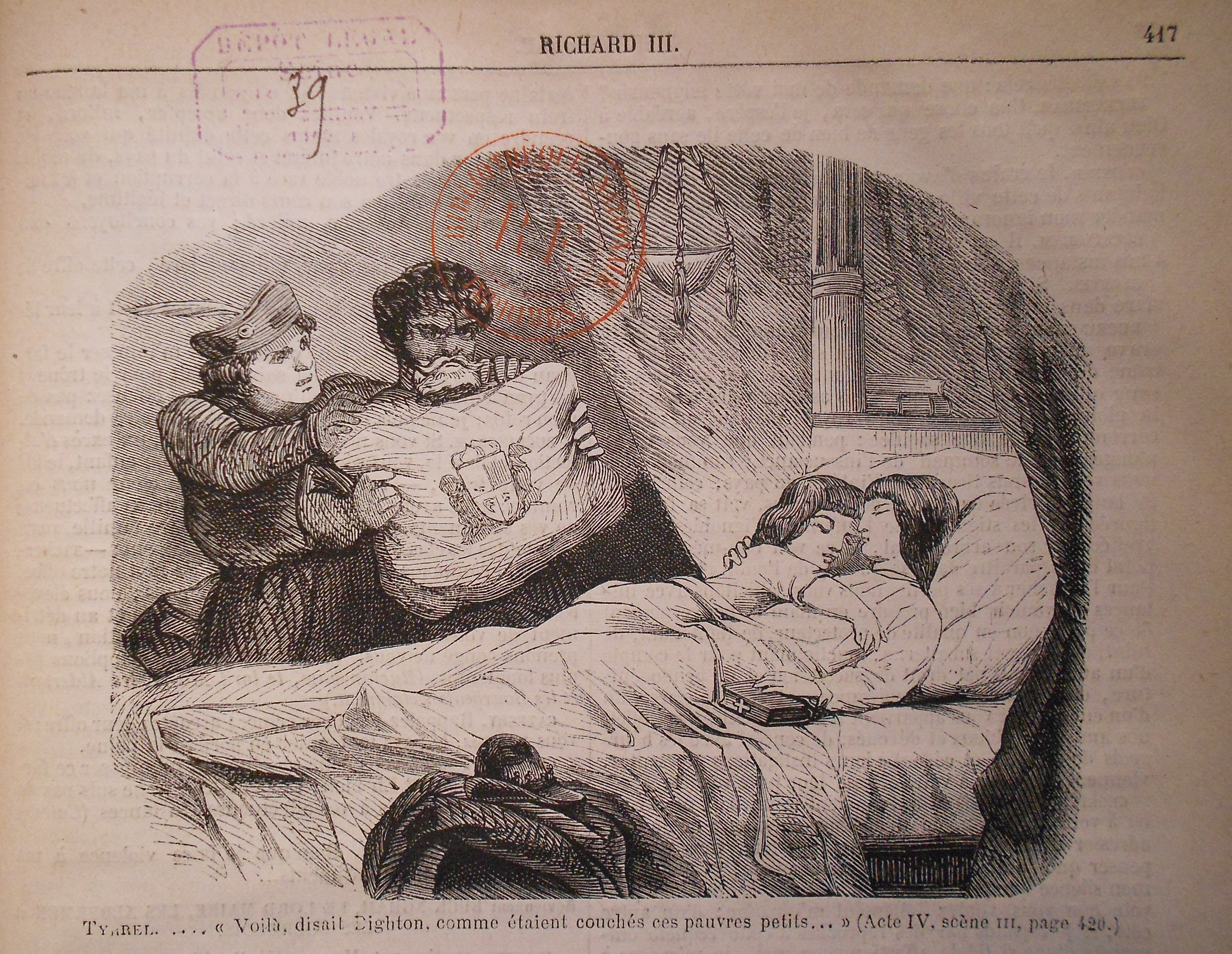
L'assassinio dei giovani principi
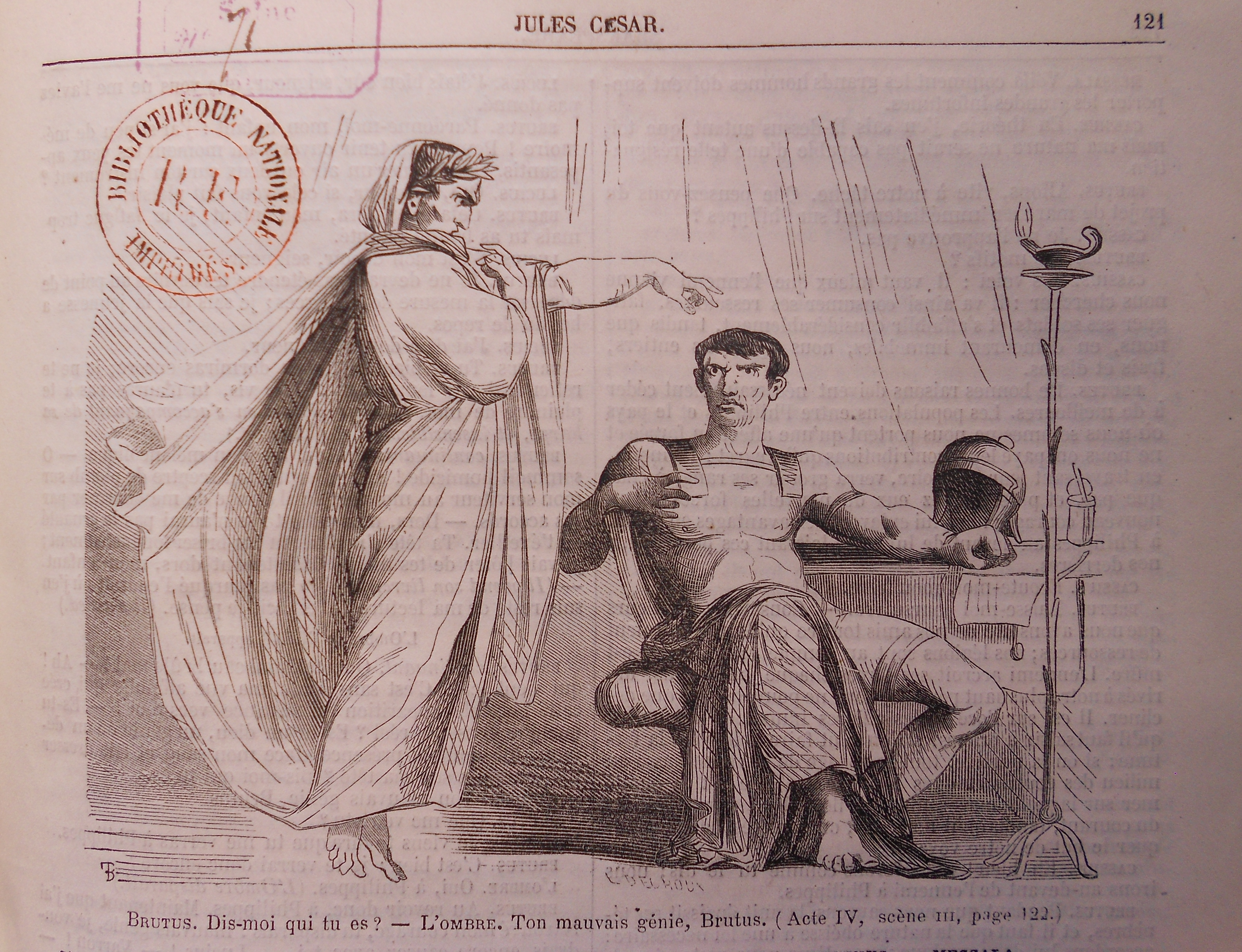
Lo spettro di Giulio Cesare appare a Bruto
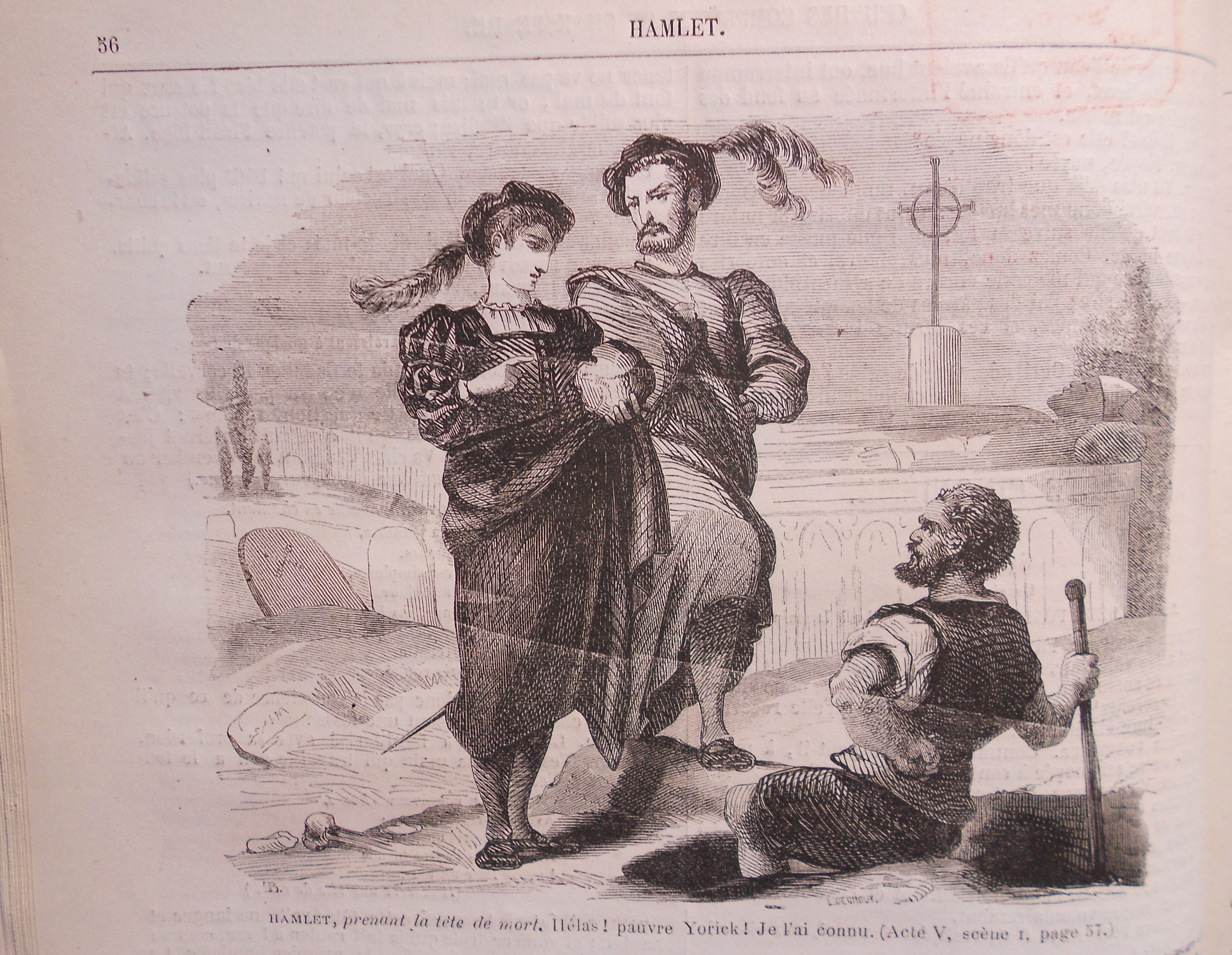
Amleto e Orazio al cimitero

## Allievi
Barrias ha avuto numerosi allievi nel suo atelier privato, fra i quali:
- François-Barthélemy-Marius Abel (1832-1870), verso il 1853
- Edgar Degas (1834-1917)
- Fernand Pelez (1848-1913)
- Étienne-Prosper Berne-Bellecour (1838-1910);
- Gustave Guillaumet (1840-1884)
- Jean-Georges Vibert (1840-1902)
- Henri Pille (1844-1897) ;
- Jean-Jacques Scherrer (1855-1916).

## Bibliografia

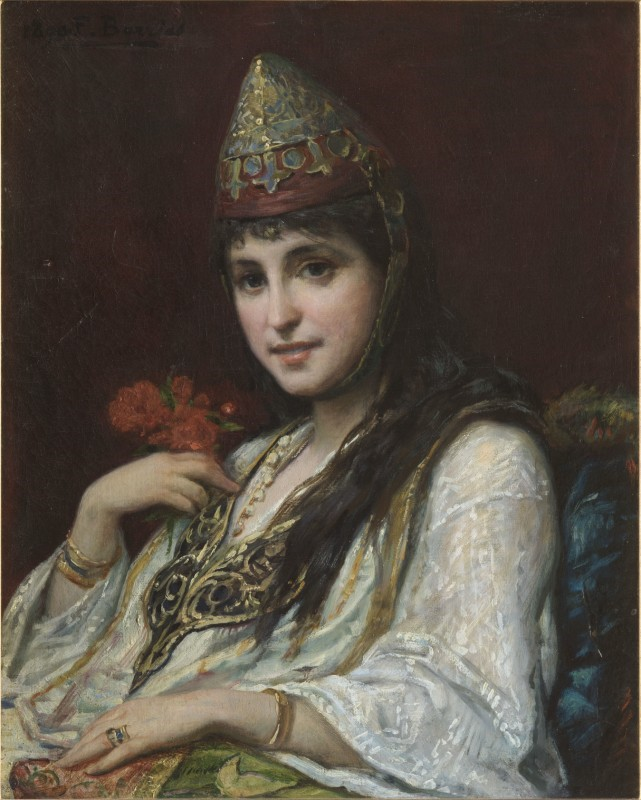
Ritratto di una giovane con l'hennin